# Луї Арман
Луї Арман (фр. Louis Armand; 17 січня 1905, Крюзей — 30 серпня 1971, Вілле-сюр-Мер) — французький інженер, який керував кількома державними компаніями, і грав важливу роль у Другій світовій війні як офіцер Руху Опору. Він був першим головою Євратому і був обраний до Французької академії в 1963 році.

## Вибрані праці
- 1961 : Plaidoyer pour l'avenir
- 1965 : De la Savoie au Val d'Aoste par le tunnel du Mont-Blanc
- 1968 : Simples propos
- 1968 : Le pari européen (з Michel Drancourt)
- 1969 : Propos ferroviaires
- 1970 : De la cybernétique à l'intéressement
- 1970 : L'Entreprise de demain
- 1974 : Message pour ma patrie professionnelle